# Ед Шийрън
Едуард (Ед) Кристофър Шийрън (на английски: Edward Christopher „Ed“ Sheeran) е британски певец, музикант и текстописец.

## Биография
Роден е в Хебдън Бридж, Западен Йоркшър, и израства във Фремлингъм, Съфолк. През 2008 г. се премества в Лондон с цел развитие на музикална кариера.
От юли 2015 г. Шийрън има връзка с приятелката си от детството и бивша съученичка от гимназията – Чери Сийборн. Те обявяват годежа си през януари 2018 г. и се женят година по-късно. Чери е вдъхновението за песента Perfect. Те имат две дъщери – Лира Антарктика Сийборн Шийрън, роденa август 2020 г., и Джупитър Сийборн Шийрън, родена май 2022 г.

## Творчество
През 2011 г. Шийрън пуска независимо EP No. 5 Collaborations Project, което привлича вниманието на Елтън Джон и Джейми Фокс. Следва договор с Asulym Records. Неговият дебютен албум „+“ (Plus, в превод на български „събиране“) включва синглите The A Team и Lego House и получава сертификат за петкратен платинен албум в Обединеното кралство. През 2012 г. Шийрън е почетен с две награди Брит за „Най-добър мъжки солов творец“ и за „Пробив в британската музика“. The A Team получава награда „Айвър Новело“ за „Най-добра музикална и лирическа песен“. През 2014 г. става „Най-добър нов творец“ на 56-ите награди „Грами“.
Популярността на Шийрън в чужбина нараства след 2012 г. В САЩ взима участие в четвъртия студиен албум на Тейлър Суифт – Red – и пише песни за Уан Дайрекшън. The A Team е номинирана за „Песен на годината“ на церемонията по връчване на наградите „Грами“ през 2013 година, и изпълнява песента там в дует с Елтън Джон. Голяма част от 2013 година посвещава на турнета в Северна Америка, както и като подгряващ музикант за The Red Tour на Суифт. През есента на 2013 г. прави три тотално разпродадени представления в „Медисън Скуеър Гардън“ в Ню Йорк, където е хедлайнер. Неговият втори студиен албум носи името „×“ (Multiply – „умножено“), който излиза на 23 юни 2014 г. Албумът достига номер 1 в класацията на британски албуми, както и в Билборд 200 в САЩ. През 2015 г. „×“ получава награда „Брит“ за „Най-добър британски албум на годината“ и е номиниран за „Албум на годината“ на 57-ите ежегодишни награди „Грами“. Като част от световното турне, с което популяризира „×“, Шийрън свири на три концерта в лондонския стадион „Уембли“ през юли 2015 г., като това са най-мащабните му самостоятелни представления в музикалната му кариера.
Песента „Make It Rain“, кавър на Фой Ванс, е избрана за финала на сериала „Синовете на анархията“ (Sons of Anarchy).
Третият албум на Шийрън, „÷“ (Divide – „делено“), е издаден на 3 март 2017 г. и става най-продаваният албум в света за 2017 г. Първите два сингъла от албума, Shape of You и Castle on the Hill, дебютират на първите две места в класациите. Шийрън стана и първият изпълнител, чиито две песни дебютират в Топ 10 на САЩ в една и съща седмица. До март 2017 г. Шийрън има десет сингъла от „÷“ в топ 10 в британската класация за сингли, счупвайки рекорда за най-много сингли от един албум в Топ 10. Четвъртият му сингъл от албума, Perfect, достига номер едно в САЩ, Австралия и Великобритания, където става номер едно за Коледа през 2017 г. Ед Шийрън е най-продаваният изпълнител в света за 2017 г. и е обявен за Световен изпълнител на годината.
През 2019 г. четвъртият му албум, No.6 Collaborations Project, дебютира на първо място в повечето страни и вкарва три сингъла под номер 1 във Великобритания: I Don't Care, Beautiful People и Take Me Back to London.
Петият му студиен албум, „=“ (Equals – „равно“) също оглавява повечето класации през 2021 г.
Шестият му албум, „-“ (Subtract – „изваждане“) е издаден на 5 май 2023 г.
Седмият му албум, Autumn Variations, е издаден на 29 септември 2023 г. от собствения му лейбъл Gingerbread Man Records.
Play е предстоящият осми студиен албум на Шийрън. Планирано е да бъде издаден на 12 септември 2025 г. чрез Gingerbread Man Records и Atlantic Records по лиценз на Warner Music.

## Албуми

### + (Plus)
1. The A Team
2. Drunk
3. UNI
4. Grade 8
5. Wake Me Up
6. Small Bump
7. This
8. The City
9. Lego House
10. You Need Me, I Don't Need You
11. Kiss Me
12. Give Me Love
13. Autumn Leaves (bonus track)
14. Little Bird (bonus track)
15. Gold Rush (bonus track)
16. Sunburn (bonus track)

### x (Multiply)
1. One
2. I'm A Mess
3. Sing
4. Don't
5. Nina
6. Photograph
7. Bloodstream
8. Tenerife Sea
9. Runaway
10. The Man
11. Thinking Out Loud
12. Afire Love
13. Take It Back
14. Shirtsleeves
15. Even My Dad Does Sometimes
16. I See Fire
17. All of The Stars

### ÷ (Divide)
1. Erase
2. Castle On The Hill
3. Dive
4. Shape Of You
5. Perfect
6. Galway Girl
7. Happier
8. New Man
9. Hearts Don't Break Around Here
10. What Do I Know?
11. How Would You Feel? (Paean)
12. Supermarket Flowers
13. Barcelona
14. Bibia Be Ye Ye
15. Nancy Mulligan
16. Save Myself

### No. 6 Collaborations Project
1. Beautiful People
2. South of the Border
3. Cross Me
4. Take Me Back to London
5. Best Part of Me
6. I Don't Care
7. Antisocial
8. Remember the Name
9. Feels
10. Put It All on Me
11. Nothing on You
12. I Don't Want Your Money
13. 1000 Nights
14. Way to Break My Heart
15. Blow

### = (Equals)
1. Tides
2. Shivers
3. First Times
4. Bad Habits
5. Overpass Graffiti
6. The Joker and the Queen
7. Leave Your Life
8. Collide
9. 2step
10. Stop the Rain
11. Love in Slow Motion
12. Visiting Hours
13. Sandman (bonus track)
14. Be Right Now (bonus track)
15. Afterglow (bonus track)
16. One Life (bonus track)
17. Penguins (bonus track)
18. I Will Remember You (bonus track)
19. Welcome to the World (bonus track)

### – (Subtract)
1. Boat
2. Salt Water
3. Eyes Closed
4. Life Goes On
5. Dusty
6. End of Youth
7. Colourblind
8. Curtains
9. Borderline
10. Spark
11. Vega
12. Sycamore
13. No Strings
14. The Hills of Aberfeldy
15. Wildflowers (bonus track)
16. Stoned (bonus track)
17. Toughest (bonus track)
18. Moving (bonus track)

### Autumn Variations
1. Magical
2. England
3. Amazing
4. Plastic Bag
5. Blue
6. American Town
7. That's on Me
8. Page
9. Midnight
10. Spring
11. Punchline
12. When Will I Be Alright
13. The Day I Was Born
14. Head > Heels

### Play
1. Opening
2. Sapphire
3. Azizam
4. Old Phone
5. Symmetry
6. Camera
7. In Other Words
8. A Little More
9. Slowly
10. Don't Look Down
11. The Vow
12. For Always
13. Heaven
14. Problems (bonus track)
15. War Games (bonus track)
16. Regrets (bonus track)